# Außergewöhnliche Mehlbeere
Die Außergewöhnliche Mehlbeere (Sorbus eximia) ist eine Art aus dem Komplex der Bastard-Mehlbeeren (Sorbus latifolia agg.).

## Beschreibung
Die Außergewöhnliche Mehlbeere ist ein Baum oder Strauch, der bis zu 16 m hoch wird. Die Blätter messen 9,5 bis 11,5 (selten 8 bis 12,5) × 6,5 bis 9 (selten 5,5 bis 10,5) Zentimeter und sind breit eiförmig bis elliptisch. Sie besitzen 8 bis 10 Paar Seitennerven und sind an der Basis keilförmig. Der Blattstiel ist 23 bis 29 Millimeter lang. Die Früchte sind orangerot, breit elliptisch bis kugelig und haben kleine Lenticellen. Die Fruchtfächer sind dünn. Die Chromosomenzahl beträgt 3n = 51. Die Art vermehrt sich apomiktisch.

## Verbreitung
Diese Art ist endemisch in der Gegend um Srbsko im Böhmischen Karst (Mittelböhmen, Tschechien). An 10 Standorten befinden sich zusammen ungefähr 200 Exemplare.

## Lebensraum
Die Außergewöhnliche Mehlbeere wächst in halbschattigen Eichenwäldern, an Waldrändern und in Säumen von Halb-/trockenrasen. Sie findet sich ferner in verlassenen Steinbrüchen und prähistorischen Siedlungen. Sorbus eximia wächst mit anderen Mehlbeeren wie der Elsbeere (Sorbus torminalis) und der Donau-Mehlbeere (Sorbus danubialis) zusammen.
Die Art wurde außerdem als Straßenbaum zwischen Řevnice und Mořina gepflanzt.

## Systematik
Die Außergewöhnliche Mehlbeere wurde 1984 von Miloslav Kovanda erstbeschrieben. Das Artepitheton eximia bedeutet außergewöhnlich.